# Oda Nobutoshi
Oda Nobutoshi est un nom japonais traditionnel ; le nom de famille (ou le nom d'école), Oda, précède donc le prénom (ou le nom d'artiste).
Oda Nobutoshi, 1er vicomte Oda (織田 信敏) (19 novembre 1853 - 6 juin 1901) est un tozama daimyo du domaine de Tendō dans la province de Dewa au nord du Japon. Il est descendant direct du fameux Oda Nobunaga par son fils Oda Nobukatsu. Il porte le titre de cour de cérémonie junsammi (3e rang de cour) et Hyōbu-taifu.

## Biographie
Nobutoshi naît dans la résidence du domaine de Tendō à Edo, quatrième fils d'Oda Nobumichi. Il est d'abord connu sous le nom d'« Oda Fukunosuke » (織田富久之助). Son épouse est la fille de Matsumae Takahiro, daimyo d'Ezo mais ils divorcent plus tard.
Durant la guerre de Boshin de la restauration de Meiji, les forces loyales au shogun Tokugawa Yoshinobu sont défaites à l'issue de la bataille d'Ueno et s'enfuient vers le nord. Le nouveau gouvernement de Meiji s'empare d'Edo et ordonne aux daimyos des domaines du nord de formuler et faire leur allégeance au nouveau gouvernement au début de 1868.
Oda Nobumichi se déclare trop malade pour voyager, officiellement à la retraite, et envoie son fils Oda Nobutoshi à sa place. Oda Nobutoshi et son vassal de haut rang Yoshida Daihachi reçoivent l'ordre de servir de guide et de conduite l'armée impériale envoyée dans la région de Tohoku contre les partisans pro-Tokugawa encore actifs, en particulier centrés autour du proche domaine de Shōnai. Oda Nobutoshi participe à l'attaque sur Shōnai et, en représailles, les forces de Shōnai incendient la ville de Tendō en avril. Le shogunat Tokugawa fournit un fonds de secours de 5 000 ryō pour aider à la reconstruction. Avec la formation du Ōuetsu Reppan Dōmei des domaines du nord contre le gouvernement impérial, Tendō tente dans un premier temps de rester neutre mais rejoint l'alliance en septembre 1868. Après la défaite des forces pro-Tokugawa dans la guerre de Boshin, Nobutoshi est placé sous résidence surveillée à Tokyo au temple familial de Korin-ji et remplacé comme daimyo par son fils Oda Suemaru. Les revenus du domaine sont diminués à 18 000 koku. Nobutoshi est autorisé à retourner à Tendō en juillet 1869 en tant que gouverneur de domaine car Suemaru est encore mineur.
Le domaine de Tendō est abrogé lors de l'abolition du système han en 1871 et Nobutoshi nommé gouverneur. En 1874, il rejoint le nouveau gouvernement de Meiji comme employé du ministère de l'Agence impériale. En 1884, il est anobli avec le titre de vicomte (shishaku) dans le cadre du système de paierie nobiliaire kazoku. Il s'inscrit également à l'université Keiō où il étudie l'anglais.